# Oreneta cuaquadrada
L'oreneta cuaquadrada (Psalidoprocne nitens) és una espècie d'ocell de la família dels hirundínids (Hirundinidae). Es troba a l'Àfrica central i occidental. Habita les els boscos tropicals i subtropicals de frondoses humits de les terres baixes. El seu estat de conservació es considera de risc mínim.